# Joel Raaen
Joel Raaen (* 1950) ist ein US-amerikanischer Komponist und Arrangeur, Posaunist, Chorleiter und Musikpädagoge.
Raaen studierte am Augsburg College in Minneapolis  bei Leland B. Sateren. Er ist Leiter des Kirchenchores und des städtischen Chores sowie des Bläserensembles der Stadt Faribault in Minnesota. Außerdem unterrichtet er an der Minnesota Academy for the Blind und ist Mitglied zweier Kammermusikensembles. Er trat vor allem mit Arrangements von Musikwerken der Renaissance und des Barock für moderne Bläserensembles (z. B. Carl Philipp Emanuel Bachs Rondo espressivo) hervor.

## Quelle
- Alliance Publications - R - Raaen, Joel

| Personendaten    | Personendaten                                                                   |
| ---------------- | ------------------------------------------------------------------------------- |
| NAME             | Raaen, Joel                                                                     |
| KURZBESCHREIBUNG | US-amerikanischer Komponist, Arrangeur, Chorleiter, Posaunist und Musikpädagoge |
| GEBURTSDATUM     | 1950                                                                            |